# Stendalischer Kreis
Der Stendalische Kreis, auch Stendalscher Kreis (1608: Polchowscher Kreis) genannt, war ein kurmärkischer Kreis in der damaligen Provinz Altmark der Mark Brandenburg. Er bildete sich im 16. Jahrhundert und umfasste Gebiete, die heute im Wesentlichen zum Landkreis Stendal in Sachsen-Anhalt gehören. Von 1806 bis 1813 gehörte das Gebiet zum Departement der Elbe des Königreiches Westphalen. Der Stendalische Kreis wurde nach der Restauration in der Kreis- und Provinzreform im Königreich Preußen von 1816 aufgelöst und ging im neuen größeren Kreis Stendal der preußischen Provinz Sachsen auf.

## Geographie
Der Stendalische Kreis lag quasi mittig in der Altmark (keine Außengrenzen). Er grenzte im Norden an den Seehausenschen Kreis, im Osten an den Arneburgischen Kreis, im Süden an den Tangermündeschen Kreis, über eine sehr kurze Erstreckung auch an den Salzwedelischen Kreis und im Westen an den Arendseeischen Kreis. Die Stadt Stendal lag am südöstlichen Rand des damaligen Stendalischen Kreises und war die Hauptstadt der Altmark (Sitz der Obergerichtes der Altmark und Sitz des Landschaftsdirektoriums, Sitz der altmärkischen und prignitzischen Kriegs- und Domänenkammer (unterstellt der Kurmärkischen Kriegs- und Domänenkammer), Generalsuperintendentur der Altmark und der Prignitz, ab ca. 1775 auch des Elbdeich-Direktorium der Königlich-Kurmärkischen Kriegs- und Domänenkammer-Deputation).

## Geschichte
Im Laufe des 16. Jahrhunderts entstanden in der Mark Brandenburg nach den Landschaften oder den sog. Weichbilden der größeren Städte organisierte Kreise, im 17. Jahrhundert auch Beritte oder auch Landreitereien genannt, denen ein Kriegskommissar vorstand. Ausführender Beamter war der Landreiter.
In der Altmark hatten sich sechs Kreise gebildet. Sie stellten im 17./18. Jahrhundert in fiskalischer und landständischer Hinsicht jedoch nur einen Kreis dar, der nur ein Kreisdirektorium, einen ritterschaftlichen Corpus und eine Kreiskasse hatte. Die Altmark war damit vergleichbar mit der Prignitz, während in der Mittelmark die einzelnen Kreise jeweils eigene Verwaltungsorgane, eigene ständische Vertretungen und. Kreiskassen hatten.
Während der Stendalische und Salzwedelische Kreis ihre eigenen Landräte behielten, wurde für den Tangermündeschen Kreis und den Arneburgischen Kreis nur ein Landrat bestellt sowie ab 1735 auch für den Arendseeischen und den Seehausenschen Kreis. Das Landesdirektorium hatte einen Landesdirektor (selten auch zwei Landesdirektoren) und schickte aus ihren Reihen einen Deputierten als Vertreter der Altmärkischen Ritterschaft zu den Landtagen der Kurmärkischen Landschaft. Hinzu kam ein Deichhauptmann, ein Kriegskommissar und Oberlandeinnehmer sowie Landeinnehmer für die einzelnen Kreise, wobei wieder jeweils ein Landeinnehmer für den Tangermündeschen Kreis und den Arneburgischen Kreis sowie für den Arendseeischen und den Seehausenschen Kreis zuständig war. Für jeden Kreis war ein Landreiter zuständig. Ab ca. 1775 war die Beaufsichtigung der Deiche an das Elbdeichdirektorium der Altmark übergegangen, das der Königlich-Kurmärkischen Kriegs- und Domänenkammerdeputation in Stendal unterstand. Außerdem wurde nun ein erster und zweiter Deichhauptmann bestellt.
Die Benennung Stendalischer Kreis folgt Friedrich Wilhelm August Bratring (1804); in der älteren Arbeit von Anton Friedrich Büsching von 1775 wird er Stendalscher Kreis genannt. Im Landreiterbericht von 1608 wird er als Polchowscher Kreis und Beritt bezeichnet.
Als Folge des Friedens von Tilsit musste Preußen 1807 die Altmark und damit auch den Stendalischen Kreis an das neu geschaffene Königreich Westphalen abtreten. Der Stendalische Kreis ging komplett im Distrikt Stendal des Departement der Elbe auf. 1811 war Graf von der Schulenburg-Bodendorf Unterpräfekt des Distrikts Stendal. Nach der Auflösung des Königreiches Westphalen zu Ende des Jahres 1813 wurde bis 1816 die alte Kreiseinteilung wieder hergestellt.

## Zugehörige Orte
Nach Bratring (1804):
- Arensberg (1804: Dorf, Domänenamt Burgstall)
- Badingen (1804: Dorf und vier Güter, in Adelsbesitz)
- Groß Ballerstedt (1804: Dorf, in Adelsbesitz)
- Klein Ballerstedt (1804: Dorf, in Adelsbesitz)
- Beesewege (1804: Dorf, auch Biesewege, gehörte der Universität Frankfurt/Oder)
- Belkau (1804: Dorf, auch Belckau/Belckow, ein Anteil: Magistrat zu Stendal, ein Anteil in Adelsbesitz, ein Anteil: Domänenamt Burgstall)
- Berkau (1804: Dorf und Gut, auch Berckau/Berckow, zwei Anteile, beide in Adelsbesitz)
- Biesenthal (1804: Dorf, in Adelsbesitz)
- Borstel (1804: Dorf, in Adelsbesitz)
- Bülitz (1804: Dorf, in Adelsbesitz)
- Büste (1804: Dorf und zwei Güter, in Adelsbesitz)
- Darnewitz (1804: Vorwerk, in Adelsbesitz)
- Deetz (1804: Dorf und Gut, auch Deetze geschrieben, in Adelsbesitz)
- Deetzer Warthe (1804: Deetzsche Warthe, Krug und Zollhaus, gehörte der Kämmerei in Stendal)
- Dobberkau (1804: Dorf, in Adelsbesitz)
- Döllnitz (1804: Dorf und Gut, in Adelsbesitz)
- Düsedau (1804: Dorf, auch Düsedow geschrieben, Universität Frankfurt/Oder)
- Erxleben (1804: Dorf, in Adelsbesitz)
- Flessau (1804: Dorf und Gut, auch Flessow geschrieben, zwei Anteile in Adelsbesitz)
- Friedrichsfleiß (1804: Koloniedorf, in Adelsbesitz)
- Friedrichshof (1804: Vorwerk, in Adelsbesitz)
- Garlipp (1804: Dorf, auch Garlip geschrieben, Universität Frankfurt/Oder)
- Grävenitz (1804: Dorf, in Adelsbesitz)
- Grassau (1804: Dorf, in Adelsbesitz)
- Grünenwulsch (1804: Grünwulsch ehedem Lüttenwulsch, Dorf, in Adelsbesitz)
- Haferbreite (1804: Etablissement, gehörte der Kämmerei in Stendal, war in Erbpacht ausgegeben)
- Häsewig (1804: Dorf, in Adelsbesitz)
- Hohenwulsch und Friedrichshof (1804: Dorf und Gut, in Adelsbesitz)
- Holzhausen (1804: Dorf und Gut, ein Anteil in bürgerlichem Besitz, zwei Anteile in Adelsbesitz)
- Karritz (1804: Carritz, Dorf und Gut, zwei Anteile, in Adelsbesitz)
- Kläden (1804: Dorf und Gut, zwei Anteile, in Adelsbesitz)
- Klinke (1804: Dorf, gehörte zum Domänenamt Burgstall)
- Könnigde (1804: Dorf und Gut, zwei Anteile, in Adelsbesitz)
- Kremkau (1804: Dorf, drei Besitzanteile, zwei in Adelsbesitz, ein Anteil in bürgerlichem Besitz)
- Lindstedt (1804: Lindstädt, Dorf und Gut, in Adelsbesitz)
- Lindstedterhorst (1804: Lindstädter Horst, Dorf, Adelsbesitz)
- Luthäne (1804: Schäferei und Vorwerk, auch Lüttehne oder Lütkenschäferei geschrieben, in Adelsbesitz)
- Möckern (1804: Dorf, auch Mäckern, in Adelsbesitz)
- Meßdorf (1804: Dorf und Gut, in Adelsbesitz)
- Groß Möhringen (1804: Dorf und Gut, in Adelsbesitz)
- Klein Möhringen (1804: Dorf, in Adelsbesitz)
- Möllenbeck (1804: Dorf, Domänenamt Tangermünde)
- Möllendorf (1804: Dorf und Gut, in Adelsbesitz)
- Natterheide (1804: Dorf, in Adelsbesitz)
- Neuendorf am Damm (1804: Dorf, zwei Anteile in Adelsbesitz)
- Neuendorf am Speck (1804: Dorf, Universität Frankfurt/Oder)
- Orpensdorf (1804: Dorf und Gut, in Adelsbesitz)
- Osterburg, Stadt
- Petersburg, Etablissement von Büdnerm zwischen Stendal und Wahrburg unweit der Ucht (1804) (nicht lokalisiert)
- Petersmark (1804: Dorf, in Adelsbesitz)
- Peulingen (1804: Dorf, in Adelsbesitz)
- Polkau (1804: Dorf, auch Polkow geschrieben, Domänenamt Tangermünde)
- Poritz (1804: Dorf und zwei Güter, zwei Anteile, in Adelsbesitz)
- Querstedt (1804: Dorf, Domänenamt Neuendorf)
- Rochau (1804: Dorf, drei Anteile, zwei Anteile in Adelsbesitz, ein Anteil, Domänenamt Burgstall)
- Rönnebeck (1804: Dorf und zwei Güter, zwei Anteile, in Adelsbesitz)
- Klein Rossau (1804: Dorf, auch Rossow geschrieben, in Adelsbesitz)
- Schäplitz (1804: Dorf und Gut, zwei Anteile, in Adelsbesitz)
- Schartau (1804: Dorf, Adelsbesitz)
- Schernikau (1804: Schernekau oder Schernekow, Dorf, in Adelsbesitz)
- Schinne (1804: Dorf und Gut, zwei Anteile, in Adelsbesitz)
- Schmersau (1804: Dorf, in Adelsbesitz)
- Schmoor (1804: zwei Vorwerke, zwei Güter, in Adelsbesitz)
- Schönebeck (1804: Dorf und Gut, in Adelsbesitz)
- Schönfeld (1804: Dorf und Gut, in Adelsbesitz)
- Schorstedt (1804: Dorf, in Adelsbesitz)
- Schwarzenhagen (1804: Dorf, Domänenamt Tangermünde)
- Groß Schwechten (1804: Dorf, insgesamt fünf Anteile, vier Anteile in Adelsbesitz, ein Anteil: Universität Frankfurt/Oder)
- Klein Schwechten (1804: Dorf und Gut, in Adelsbesitz)
- Späningen (1804: Dorf, in Adelsbesitz)
- Steinfeld (Altmark) (1804: Dorf, zwei Anteile in Adelsbesitz)
- Stendal, Kreisstadt (1804)
- Storbeck (1804: Dorf, in Adelsbesitz)
- Tornau (1804: Dorf, auch Tornow geschrieben, zwei Anteile, ein Anteil in Adelsbesitz, ein Anteil in bürgerlichem Besitz)
- Uenglingen (1804: Dorf und Gut, in Adelsbesitz)
- Wahrburg (1805: Dorf und zwei Güter, zwei Anteile in Adelsbesitz)
- Wartenberg (1804: Dorf, in Adelsbesitz)
- Wollenhagen (1804: Dorf, in Adelsbesitz)
- Wollenrade (1804: Dorf und Gut, in Adelsbesitz)
- Zedau (1804: Dorf, auch Zedow geschrieben, Inspektorat zu Osterburg)
- Ziegenhagen (1804: Dorf, in Adelsbesitz)
- Zollhaus Haus bei Neuendorf am Damm (1804) (nicht lokalisiert)

Innerhalb des Kreisgebietes lag die Stadt Bismark als Exklave des Arendseeischen Kreises.
In der umfassenden Gebiets- und Kreisreform von 1816 wurde der Stendalische Kreis etwas anders zugeschnitten. Der nördliche Teil des Kreisgebietes ging an den neuen Kreis Osterburg verloren, ebenso Teile im Süden des Kreisgebietes an den neuen Kreis Gardelegen. Im Osten und Süden erhielt der neue Kreis Stendal die Gebiete des aufgelösten Tangermündeschen Kreises, im Nordosten Gebiete des aufgelösten Arneburgischen Kreises.

## Landräte und Landreiter
- 1608 Joachim Buntsche, Landreiter[3]
- Februar 1731 bis 22. November 1751 (+) Albrecht Christian Freiherr Gans Edler Herr zu Putlitz, Erbherr auf Losenrade, zum Landrat des Stendalischen Kreises gewählt[6]
- 1752 Joachim Schultze, Landreiter[7]
- 1751, 1756 Friedrich Carl Ferdinand von Werdeck, Landrat, Joachim Schultze, Landreiter[8]
- 1748, 1751 bis 1761 Hans Christoph von Pieverling, Landrat, resignierte 1761, dafür rückte F.C.F. von Werdeck nach[9]
- 8. April 1761 Friedrich Carl Ferdinand von Werdeck, Wahl zum Landrat[9]
- 1767 Friedrich Carl Ferdinand von Werdeck, Landrat, 1767 zum Landesdirektor gewählt,[9] Johann Mewes Landreiter[10]
- 1770 Friedrich Carl Ferdinand von Werdeck, Landesdirektor, Landrat des Stendalischen Kreises, Samuel Hobeyn, Landreiter[11]
- 1775 bis 26. März 1792 (+) Friedrich Carl Ferdinand von Werdeck, Landesdirektor, Landrat des Stendalischen Kreises, Samuel Hobeyn, Landreiter[1]
- 1792 bis 1. September 1797 Georg Ludewig von Jagow, September 1792 zum Landrat gewählt, aber erst am 3. März 1793 offiziell zum Landrat ernannt, bat zum 1. September 1797 um seine Entlassung[12]
- 6. November 1797 Carl Christian Casimir von Woldeck, Wahl zum Landrat[13]
- 1799 bis 1807 Carl Christian Casimir von Woldeck auf Storkau, Landrat des Stendalischen Kreises[14][15], 1803 Ritterschaftsrat[13]